# Oppsjösjön
Oppsjösjön är en sjö i Hudiksvalls kommun i Hälsingland och ingår i Delångersåns huvudavrinningsområde. Sjön är 9 meter djup, har en yta på 0,403 kvadratkilometer och befinner sig 100,1 meter över havet. Sjön avvattnas av vattendraget Klubboån (Svedjaån).

## Delavrinningsområde
Oppsjösjön ingår i det delavrinningsområde (684521-154650) som SMHI kallar för Utloppet av Oppsjösjön. Medelhöjden är 150 meter över havet och ytan är 4,95 kvadratkilometer. Räknas de 5 avrinningsområdena uppströms in blir den ackumulerade arean 42,22 kvadratkilometer. Klubboån (Svedjaån) som avvattnar avrinningsområdet har biflödesordning 2, vilket innebär att vattnet flödar genom totalt 2 vattendrag innan det når havet efter 59 kilometer. Avrinningsområdet består mestadels av skog (65 procent) och jordbruk (12 procent). Avrinningsområdet har 0,4 kvadratkilometer vattenytor vilket ger det en sjöprocent på 8 procent.